# クローズZERO
『クローズZERO』（クローズゼロ）は、髙橋ヒロシの漫画『クローズ』を原案とした2007年10月27日公開の日本映画。PG-12指定。2009年4月11日公開の続編『クローズZERO II』、2014年4月12日公開のシリーズ第3作『クローズEXPLODE』や、『週刊少年チャンピオン』（秋田書店）で連載された漫画についてもここで扱う。

## クローズZERO

### 概要
- キャッチコピーは「熱く生きろ。」、「今を生きるオメーら、バカなままでいい、燃え尽きろ。」、「全部壊して、ゼロになれ。」。
- 原作の主人公・坊屋春道が鈴蘭高校に転校してくる1年前を描いた完全オリジナルストーリーである。
- 原作者の髙橋ヒロシは『クローズ』連載中の頃から実写映画化の話を全て断っていたが、完全オリジナルストーリーという条件で実現した。
- 原作ではほとんど登場しない女性キャラクターが登場しており、逢沢ルカがライブハウスで歌うボーカリストという設定のため、ライブシーンを披露している。

### キャスト

#### 鈴蘭男子高校
県内随一の不良たちが集まる男子高校であり、偏差値は県内最低。多くの猛者が集い、派閥や一匹狼が常に存在していることから未だかつて番長として全校をまとめ上げた者は存在しない。

#### G.P.S（GENJI.PERFECT.SEIHA）
（第23期生）
滝谷 源治（たきや げんじ）：小栗旬
本作の主人公であり、最凶の転入生と呼ばれるG.P.Sの頭。ヒロミたちが鈴蘭に入学した日に3年E組に転校して来る。実家は劉生会というヤクザであり、父親からその組を譲り受けるべく、不可能と言われている鈴蘭制覇を本気で目指す。人付き合いが苦手で一見冷めた風に見えるが、根は仲間想いであり仲間のためならば自分の身を投げ出す。群れることを嫌い単独行動する源治であったが、ふとしたことで知り合った鈴蘭OBのチンピラ・片桐拳と友情を深める。その片桐の協力もあり、伊崎・牧瀬・忠太らを率いてG.P.Sを結成する。
最後は鈴蘭の制覇に最も近いと言われている芹沢軍団の頭・芹沢多摩雄と激突して僅差で勝利を収めるが、2年にして鈴蘭史上最強の男といわれているリンダマンこと林田恵に完全敗北を喫してしまう。
続編では鳳仙のトップ・鳴海大我と激闘を繰り広げた末、芹沢を倒した時と同じく僅差で勝利する。最後はリンダマンとのリベンジ戦でタイマン勝負をし、ボディへのパンチで初めてリンダマンに膝を付かせる。しなやかな肢体とシャープな肉体を活かした中距離戦闘を得意とする。その中でも一撃必殺の飛び膝蹴りが強烈。髪型は長髪ツーブロックに2本のラインを入れた独特なスタイル。
映画オリジナルキャラクターであったが、原作の続編『WORST』でシルエットのみ登場した。
伊崎 瞬（いざき しゅん）：高岡蒼甫
3年D組の頭にしてG.P.SのNo.2。金髪の学校一の切れ者であり、通称「金狼」。海老塚中出身でヒロミたちの先輩。ダーツが得意。最初は源治を「戦争に綺麗事はいらない」と大人数で襲うも、何度も立ち上がり最終的に自分の元へとたどり着いた源治に何かを感じG.P.Sに加入。
芹沢軍団との抗争では戸梶とタイマンを張り、アッパーで勝利する。
続編では芹沢とタイマンを張り、善戦するが惜しくも敗れてしまう。鳳仙との抗争では的場とタイマンを張り、アッパーで勝利する。G.P.Sに入ってからは冷静に物事を考えて周りを一番よく見ている。喧嘩では豪快なアッパーで勝利をおさめることがよくある。
牧瀬 隆史（まきせ たかし）：高橋努
3年C組の頭にしてG.P.SのNo.3。大柄で顔に十字切り傷がある。仲間は絶対に裏切らない信頼できる男として慕われており、何度芹沢に敗れても軍団入りすることはないが驚くほど女にモテない。源治に合コンに誘われ、結果的に失敗するも源治の人間性に惚れ込みG.P.Sに加入する。
芹沢軍団との抗争では三上学とタイマンを張り、勝利する。
続編の鳳仙との抗争では鳴海と2度タイマンをするが、いずれも敗れる。しかし最初のタイマンでは大勢の鳳仙の生徒と戦った直後だったために体力を消耗しており、鳴海に劣勢で絶体絶命の状況の中で漆原も加入したために完敗してしまうのである。だが体調万全で臨んだ2度目のタイマンでは敗れはしたものの、鳴海にかなりのダメージを負わせる。得意技は頭突き。考えていることをそのまま口に出す癖がある。
田村 忠太（たむら ちゅうた）：鈴之助
3年E組の頭。パンチ頭。それゆえソリコミスト・チュータといわれる。源治とタイマンを張るが、手も足も出ず一方的に叩きのめされる（ただし、完全に源治の不意打ちだった）。その見た目とは裏腹に愛嬌のある男。G.P.Sの幹部の中で唯一源治のことを「源治さん」と呼ぶ。源治にとっては初めての仲間となる。
芹沢軍団との抗争では三上豪とタイマンを張り、勝敗は不明だが忠太が劣勢だった。
続編の鳳仙との抗争では襲い掛かってきた鳳仙の生徒たちを全滅させる。
漫画版『ZERO II』では、他の幹部同様源治のことを呼び捨てにしている。

##### 芹沢軍団
芹沢 多摩雄（せりざわ たまお）：山田孝之
「百獣の王」の異名を持つ鈴蘭の頂点に最も近いと言われている男。クラスは3年A組で、芹沢軍団の頭。頑強に鍛え抜かれた肉体と腕力の持ち主であり、源治とは異なりドロップキックやバックドロップなどのプロレス技を多用する近接戦闘を好む。警察にも目を付けられている。バイクの免許は持っておらず、実家は農家で貧乏らしい。
源治率いるG.P.Sとの抗争では源治との壮絶な一騎討ちの末、惜しくも敗北してしまう。続編ではG.P.Sの伊崎とタイマンを張り、ドロップキックで勝利する。そして鳳仙との抗争では筒本の敵を討つために漆原ともタイマンを張り、勝利を収める。
本人は自分のことをヤンキーとは思っていないとのこと。芹沢軍団を寝返る三上兄弟に対しても寛容であったり、全く周りが見えていない源治をたしなめたりと人間的器量の大きさも持ち合わせている。
映画オリジナルキャラクターであったが、原作の続編『WORST』では名前の表記でのみ登場した。
辰川 時生（たつかわ ときお）：桐谷健太
芹沢軍団のNo.2。源治の中学時代の友人であり、現在は芹沢と同じ3年A組。解離性脳動脈瘤を患っているが、芹沢にも黙っている。
そのためG.P.Sとの最終決戦には参加できなかった。最後は病気に打ち勝ち、退院する。家は金持ちのボンボンで、学校では自分の名前を刺繍したラルフ・ローレンのYシャツを着ている。
続編では手術後の体調を周りに気遣われつつも鳳仙との抗争に参加。鳳仙の生徒に頭を攻撃されて危機に陥りかけるも、襲いかかって来た鳳仙の生徒たちを全滅させる。
戸梶 勇次（とかじ ゆうじ）：遠藤要
芹沢軍団のNo.3であり、芹沢軍団の頭脳といわれるほどの策士。芹沢多摩雄の元ライバルであったが、現在は芹沢や時生と同じく3年A組。切れ者の伊崎を大人数で襲ったり、源治たちと阪東たちの間にいざこざを起こし共倒れを目論むなど卑怯な手段も厭わない。伊崎とは犬猿の仲。
G.P.Sとの抗争では伊崎とタイマンを張り、アッパーによって敗北。
続編の鳳仙との抗争では伊崎との和解を思わせる場面があった後、タイマンで芝山に勝利する。
三上 学（みかみ まなぶ）：伊﨑右典
3年B組を仕切る三上兄弟の兄。通称「極悪ツインズ1号」。リーゼントにマスクという典型的なスタイル。弟・豪との連携技を得意とする。三年の頭を決めようと芹沢に弟・豪と共に勝負を挑むもあっさり返り討ちにされ、軍団入りを表明。
G.P.Sとの抗争では牧瀬とタイマンを張り、ラリアットにより敗北。
続編では茶髪リーゼント。兄弟そろって[クローズZERO]と[クローズZERO II]で髪型が変わった。弟の豪と共にG.P.Sに移籍する。豪と共に手術以降の時生を気遣っており、セメダインを渡したり鳳仙との抗争では時生を助けたりした。鳳仙からの奇襲の際は牧瀬と共に最後まで意識を保ち、兵隊を全員倒すものの力尽きて気絶する。鳳仙との最終決戦では弟の豪と共に熊切と闘い、勝利する。
三上 豪（みかみ たけし）：伊﨑央登
3年B組を仕切る三上兄弟の弟。通称「極悪ツインズ2号」。金髪のオールバック。兄・学との連携技を得意とする。三年の頭を決めようと芹沢に兄・学と共に勝負を挑むもあっさり返り討ちにされ、軍団入りを表明。
G.P.Sとの抗争では忠太とタイマンを張り、優位に闘いを進める。
続編ではパンチリーゼント。兄弟そろって『クローズZERO』と『クローズZERO II』で髪型が変わった。兄の学と共にG.P.Sに移籍する。学と共に手術以降の時生を気遣っており、セメダインを渡したり鳳仙との抗争では時生を助けたりした。鳳仙との最終決戦では兄の学と共に熊切と闘い、勝利する。
（第24期生）
筒本 将治（つつもと しょうじ）：上地雄輔
芹沢の中学時代の後輩で幹部の中で唯一の2年。ドレッドヘアー。クラスは2年E組。中学時代は柔道日本選手権にも出たことがあり、柔道技が得意。
G.P.Sとの抗争では途中から乱入してきた武装戦線・阪東とタイマンを張ったが、膝蹴りで敗北。
続編では鳳仙からの奇襲の際に、漆原からの顔面への膝蹴り8連発などで全治3か月のケガを負わされ、最終決戦には参戦できなかった（筒本役の上地の多忙のせいもあった）。

##### 海老塚中トリオ
（第25期生）
桐島 ヒロミ（きりしま ヒロミ）：大東俊介
あだ名は「ヒロミ」。本作で本城・杉原と共に入学してくる。クラスは3人とも1年F組。伊崎から再三に渡りG.P.S入りを勧められるも、拒み続けた。
本城 俊明（ほんじょう としあき）：橋爪遼
あだ名は「ポン」。本作で桐島・杉原と共に入学してくる。常にマスクを付けているのが特徴。
杉原 誠（すぎはら まこと）：小柳友
あだ名は「マコ」。本作で桐島・本城と共に入学してくる。原作の『クローズ』では短髪のリーゼントだが、本作では肩につくほどの長髪である（小柳が他の作品と撮影が平行していたために髪を切れなかった）。本作で中学時代の先輩でもある伊崎に「髪切れ」と言われ、その後G.P.Sの勧誘の目的で伊崎が髪を切ったので、続編では短髪のリーゼント。

##### その他の生徒
（第24期生）
林田 恵（はやしだ めぐみ）：深水元基
鈴蘭2年。通称・リンダマン。鈴蘭史上最強の男との呼び声が高い。鈴蘭制覇には関っていないが「別格」や「怪物」と呼ばれ、その実力は源治や芹沢をも凌駕する。過去にあった出来事が彼を戒めている。最後は源治との一騎討ちで圧倒的な差を見せつける。続編での最後の源治とのタイマンでは腹部にパンチの一撃をくらい初めて膝まづく。クラスは2年C組。原作に比べてより寡黙な性格で無表情である。
鷲尾 郷太（わしお ごうた）：波岡一喜
2年生で構成された鷲尾組を率いており、芹沢に挑むも瞬殺される。続編では鈴蘭を退学し、鳳仙に転入する。通称・最怯の転入生。
（第25期生）
亜久津 太（あくつ ふとし）：沖原一生
鈴蘭1年。入学式当日に鈴蘭制覇すると断言したが、ヒロミに「スルメ」と呼ばれたことに怒って喧嘩を吹っ掛けて惨敗し、鈴蘭の壁が厚いことを思い知らされる。

##### 三代目武装戦線
（第24期生）
パート1のみ登場
阪東 秀人（ばんどう ひでと）：渡辺大
千田 ナオキ（せんだ ナオキ）：武田航平
山崎 タツヤ（やまざき タツヤ）：鈴木信二

#### 協力者
片桐 拳（かたぎり けん）：やべきょうすけ
劉生会と敵対する矢崎組のチンピラで、鈴蘭OB。入学式の日に芹沢に舎弟をやられた報復に鈴蘭高校に乗り込んできた。源治を芹沢と間違えて復讐にいった（返り討ちにあったが）際に源治と知り合う。実は面倒見のいい性格で、その後は源治の鈴蘭制覇に協力する。小柄で腕力も弱いが男気溢れる憎めない男。源治と関っていくうちに自身も大きなトラブルに巻き込まれてしまう。
逢沢 ルカ（あいざわ ルカ）：黒木メイサ
本作のヒロイン。源治いきつけのライブハウスの女性ヴォーカリストであり、実家は八百屋。男勝りな性格でサバサバしているが、傷だらけの源治を気遣ったりするなど根は優しく純粋。終盤では武装戦線になりすました戸梶らに拉致されてしまうが、源治たちに無事助けられる。
牛山（うしやま）：松重豊
源治のいきつけのライブハウスで働いている。

#### 警察
黒岩 義信（くろいわ よしのぶ）：塩見三省
刑事。芹沢の天敵。バイクで中央市場を逃げ回る芹沢と、車で店舗を破壊しながらもお構い無しに追い続けるカーチェイスを繰り広げた。最後は芹沢にチキンレースを申し出たがド派手に横転し、敗北。そして血まみれになりながらも鈴蘭のグラウンドにて芹沢を包囲し、確保した。後に片桐拳とも顔見知りであることが判明し、拳と同学年の鈴蘭の頭の仲井の話をしていた。

#### 組関係
滝谷 英雄（たきや ひでお）：岸谷五朗
滝谷源治の父で、劉生会滝谷組の組長。鈴蘭のOBであり、続編ではケンカで源治を子供扱いしていた。源治のことを「ゲン」と呼んでいる。
矢崎 丈治（やざき じょうじ）：遠藤憲一
片桐拳の親分で、早秋一家矢崎組の組長。続編では体調を壊しつつある。
前園 康太（まえぞの こうた）：辻岡正人
ルカに暴行を働こうと企て、源治・拳とトラブルを引き起こすストリートギャング。
マエダ：山口仁
滝谷組組員。

#### その他
仲井（なかい）
黒岩と拳の会話の中にのみ登場。拳の世代の鈴蘭で頭を張っていたが、現在は妻と子供のために真面目に働いており、同世代でまともに働いていないのはヤクザをやっている拳だけだと黒岩が話していた。

### スタッフ
- 原作：髙橋ヒロシ
- 監督：三池崇史
- プロデューサー：山本又一朗
- 企画：濱名一哉
- 共同プロデューサー：佐谷秀美
- アソシエイトプロデューサー：岡田有正、富田敏家、堀之内郁哉
- 脚本：武藤将吾
- 撮影：古谷巧
- 美術：林田裕至
- 照明：高坂俊秀
- 録音：石貝洋
- 編集：掛須秀一、長坂智樹
- 音楽：大坪直樹
- 音楽プロデューサー：古川ヒロシ
- 整音：小原善哉
- 音響効果：柴崎憲治
- 助監督：西山太郎
- 制作担当：武石宏登
- キャスティング：楠本直樹
- スタイリスト：北原哲夫
- 衣裳：青木しげる
- 車輌：相馬亭、大山賢徳、佐久間信隆、尾崎建次、中尾正伸、佐藤潤、河野智宏、岸谷佳治
- アクションコーディネーター：辻井啓伺、出口正義
- CGIプロデューサー：坂美佐子
- CGIディレクター：太田垣香織
- 製作：「クローズZERO」製作委員会（TBS トライストーン・エンタテイメント 東宝 MBS 秋田書店 CBC ハピネット）
- 配給：東宝
- 上映時間：128分/ビスタビジョン

### その他
- 学校のシーンの撮影は2005年3月をもって廃校となった旧大阪府立高槻南高等学校で行われた。卒業生など関係者の意向により演出上必要なペインティングなどはペンキを使わずカッティングシートで代用するなど工夫し、完全な形で現状復帰ができるようにして行われた（朝日新聞 2007年11月8日発行の関西版夕刊 「GoGo!ロケ地探検隊」より）。
- 興行収約25億円を記録。
- 2008年4月18日に最凶エディション、プレミアムエディション、スタンダードエディションの3種のDVDが発売。
- この作品で第17回日本映画批評家大賞において小栗旬が主演男優賞を、やべきょうすけが助演男優賞を受賞。
- 映画を原作として内藤ケンイチロウ作画により『週刊少年チャンピオン』2008年50号から「漫画版」の連載が開始された。
- 男性ファッション誌『HUgE』にて、原作者髙橋ヒロシと映画のスタイリストを担当した北原哲夫による原作と映画における「クローズファッション」についての対談が掲載される。
- 原作者の高橋ヒロシが数秒だが出演している。

### 影響
- 2009 - 2012年頃、ブータンの若者が『クローズZERO』に感化され、徒党を組んで乱闘を起こすという社会問題が発生している[3]。

## クローズZERO II

### 概要（クローズZERO II）
- 2009年4月11日公開。日刊スポーツ紙（2008年5月13日付）にて続編の制作が決定したことが報じられた。同年8月クランクインし、11月上旬にクランクアップした。最終興行収入は前作を上回る30.2億円を記録した[5]。
- 前作から8か月後という設定である。
- 原作では鈴蘭と鳳仙の休戦協定が破られたのは坊屋春道が2年生の冬頃であり、それまで両校は抗争をしていない設定だったが本作では休戦協定が破られている。

### 続編からのキャスト

#### 鈴蘭男子高校
（第21期生）
川西 昇（かわにし のぼる）：阿部進之介
2年前、鈴蘭のトップとして鳳仙と戦った際に美藤真喜雄を刺して殺してしまう。以来少年刑務所に服役していたが、ついに出所が決まった。出所後に真喜雄の墓前で佇んでいる所を鳳仙に見つかり、追いかけまわされる。その後早秋一家に入ろうとするも矢崎に断られる。しかし早秋一家の幹部から、対立する滝谷組組長を射殺すれば入れてやると言われ、射殺を実行に移す。だが寸での所で片桐に止められ消されそうになるも、滝谷組長の計らいでお咎めなしとなる。その後は片桐と共に田舎の漁師町に引っ込む。
美藤とのタイマンでは美藤のパンチを躱し、カウンターを決められる実力がありながらナイフを使ってしまった。
原作では真喜雄が刺されるのは抗争で川西が退学になった後だが、『ZERO II』では抗争の際に刺したことになっている。

#### 鳳仙（ほうせん）学園
鈴蘭と同じく不良が多く在籍している不良校だが、鈴蘭と違い代々一人の頭にまとまっている。制服の色はグレー。
鳴海 大我（なるみ たいが）：金子ノブアキ
鳳仙3年。鋼の肉体を持ち、鳳仙のトップとして4人の幹部と武闘派スキンヘッド軍団を従える鳳仙最強の男。本当の男の匂いを嗅ぎわけることができるらしい（ただし、「ホモじゃないよ」とのこと）。喧嘩では前蹴りを多用し、「男は素手だろ。」という発言をする。戦いになると興奮し、「アウトーー！」や「人間は動物だー！」と吠える。
鈴蘭との抗争では源治とタイマンを張り、死闘を繰り広げた末に敗北。鳳仙トップの座は竜也にタスキを渡すことになる。牧瀬とも2度タイマンを張るが、激闘の末に勝利する。
的場 闘志（まとば とうし）：阿部亮平
鳳仙3年。猪突猛進ファイターと呼ばれる鳳仙のNo.2。近隣の女子高生からひそかに怖がられているが、本人は知らない。芹沢のことをライバル視しており、剛腕を生かしたラリアットが得意。
鈴蘭との抗争では伊崎とタイマンを張り、アッパーによって敗北する。
熊切 力哉（くまきり りきや）：大口兼悟
鳳仙3年。地獄のテディベアといわれ、キレやすい性格で口より先に手が出るタイプ。整った顔立ちに茶髪で、近隣の女子高生からひそかに「イケメンブラウン」と呼ばれて人気。前記で言われている性格とは裏腹に暴走した漆原の制止役をしたこともあり、冷静な部分も持ち合わせている。
鈴蘭との抗争では三上兄弟との勝負に敗れたと思われる（映画本編では彼らのバトルシーンはカットされているが、DVDに収録されているメイキング映像には三上兄弟に倒されるシーンが収録されている）。
芝山 隼人（しばやま はやと）：蕨野友也
鳳仙3年。ミスターヘラクレス。トレードマークの金髪が似合うイケメンで、熊切とともに近隣の女子高生から「イケメンゴールド」と呼ばれて人気。戸梶を大勢の兵隊と共に奇襲して倒す。
クライマックスの鈴蘭との抗争では戸梶とタイマンを張り、敗れる（映画本編では2人のタイマンシーンはカットされているが、DVDに付属している特典ディスクにはボディ連打からの右ストレートで戸梶に倒されるシーンが収録されている）。
漆原 凌（うるしばら りょう）：綾野剛
鳳仙2年。狂戦士（バーサーカー）の異名を持つ。喫煙者である（ヘビースモーカーで、愛用する銘柄は「マルボロ」系）。普段は穏やかでおとなしい青年に見えるが、ひとたび戦闘に入ると人格交代し、愛闘家バトルマニアへと変貌する。筒本に全治3か月のケガを負わせており、鳴海以外の言うことは聞かない。
鈴蘭との抗争では芹沢とのタイマンの際に「アナタに憧れており、芹沢を倒した男と呼ばれたい。」と発言している。ケンカの限度を知らない彼は芹沢を追いつめるが、芹沢の驚異的なタフネスにたじろいでしまいたった1発の顔面へのパンチで形成を逆転され、最後は芹沢の豪快な空中回転蹴りによって敗北する。得意技は肘打ちと膝蹴り。
美藤 竜也（びとう たつや）：三浦春馬
多彩な蹴り技を自在に操り、1年にして幹部入りを果たした鳳仙のスーパールーキー。中学時代は近隣の全中学を支配していた。2年前の鈴蘭との抗争で命を落としたかつての鳳仙の王者・美藤真喜雄の弟。
自身は鈴蘭との抗争には参加しなかったが、ナイフを使って源治に襲い掛かった鷲尾をハイキックで倒し、源治の危機を救う。その後鳴海から鳳仙を託され、この物語から1年後の原作『クローズ』にて鳳仙のトップに君臨することとなる。
美藤真喜雄（びとう　まきお）：山口祥行
本作から2年前に鳳仙のトップに君臨していた。鈴蘭との抗争で川西に腹を刺されて死亡してしまう。
鳴海やリンダマンからも慕われていたらしく、原作では竜也を諌める場面がある。
ナイフを使う川西に対してダサいと言ったり、死んでからも後輩たちが川西に私刑をかけるほど男気がある模様。

### スタッフ（クローズZERO II）
- 原作：髙橋ヒロシ
- 監督：三池崇史
- プロデューサー：山本又一朗
- 企画：濱名一哉
- 共同プロデューサー：佐谷秀美
- アソシエイトプロデューサー：岡田有正、富田敏家、堀之内郁哉
- ラインプロデューサー：原田耕治
- 脚本：武藤将吾、水島力也
- 撮影：北信康
- 美術：林田裕至、橋本創
- 照明：渡部嘉
- 録音：小原善哉
- 装飾：坂本朗
- 編集：掛須秀一、長坂智樹
- 音楽：大坪直樹
- 助監督：吉見拓真
- 音楽プロデューサー：古川ヒロシ
- 音楽：大坪直樹
- 制作：「クローズZERO II」制作委員会（TBS トライストーン・エンタテイメント 東宝 MBS 秋田書店 CBC ハピネット SDP）
- 配給：東宝
- 上映時間：133分

### その他
- 出演俳優およびサウンドトラックに参加するアーティストを募集するコンテストが実施された。俳優部門では長田成哉がグランプリを獲得、音楽部門では該当者はなかった。
- スカパー!にて2008年7月31日から8月1日にかけて『24時間特番!小栗旬「クローズZERO II」とその仲間たち』と題し、キャスティングの模様などが放送された。
- リングス主催総合格闘技イベント「THE OUTSIDER」に参戦している選手が不良生徒役として多数出演している。
- ほんの一瞬だが、哀川翔がカメオ出演している。

## クローズEXPLODE

### 概要（クローズEXPLODE）
- 2014年4月12日に公開されたシリーズ第3作[7]。
- 『クローズZEROII』から1か月後の鈴蘭。滝谷や芹沢らが卒業し、空席になった鈴蘭の頂点を狙い新三年生たちが群雄割拠していた。そこに現れた2人の男・鏑木旋風雄と加賀美遼平により、黒咲工業やODAを巻き込んだ大抗争に発展する。

### キャスト（クローズEXPLODE）

#### 鈴蘭男子高校
- 鏑木旋風雄：東出昌大
本作の主人公。焚八商業から鈴蘭に転入して来た3年生（第24期生）。鈴蘭制覇にはほとんど興味がない。鈴蘭喧嘩偏差値5位(65)。最終決戦では激闘の末に加賀美を倒し、鈴蘭の頂点に立つ。
- 加賀美遼平：早乙女太一
本作における主人公・鏑木旋風雄にとっての最大の敵となる存在。旋風雄と同じ日に鈴蘭に転入してきた1年生（第26期生）。早秋一家大津組の先代組長の息子。あだ名は"ジョーカー"。最終決戦では旋風雄とタイマンを張り、激闘の末に敗北する。
- 小岐須健一：勝地涼
A組を仕切る、自称【鈴蘭最小チーム】のリーダー。3年生（第24期生）。三枚目だが実は切れ者。鈴蘭喧嘩偏差値8位(64)。
- 強羅徹：柳楽優弥
3年生(第24期生)。鈴蘭喧嘩偏差値1位(68)。鈴蘭の頂点に最も近い男。【王の軍団】のリーダー。"キングゴウラ"や"鈴蘭のブルファイター"の異名を持つ。
- 本多保：柿澤勇人
3年生(第24期生)。鈴蘭喧嘩偏差値4位(65)。【王の軍団】のNo.2。強羅の右腕。眼鏡をかけている。最終決戦では織田に勝利した。
- 高木哲次：KENZO
3年生(第24期生)。鈴蘭喧嘩偏差値2位(66)。強羅をライバル視するが敗北。以降は強羅率いる【王の軍団】の中核を担う。
- 寺島総司：遠藤雄弥
3年生(第24期生)。鈴蘭喧嘩偏差値3位(66)。【王の軍団】の五島劣闘のリーダー格。
- 岩田五郎：矢本悠馬
3年生(第24期生)。小岐須チームのムードメーカー。何かと旋風雄と絡むようになる。
- 桃山春樹：奥野瑛太
3年生(第24期生)。小岐須チームのNo.2。キレたら手が付けられない。"クレイジーピーチ"の異名を持つ。
- 山下甲兵：ELLY
3年生(第24期生)。七森工業から鈴蘭に転入してきた。常に野望を露にする危険な男。鈴蘭喧嘩偏差値7位(65)。"ブラックダイナマイト"の異名を持つ。
- 林田恵：深水元基
3年生(第24期生)。鈴蘭最強の男と呼ばれている。鈴蘭喧嘩偏差値は測定不能。最後は鈴蘭の頂点に立った旋風雄とタイマンを張る。

#### 黒咲工業
- 角住賢一：野替愁平
"カクマルコンビ"をマルケンと組む黒咲工業の暴れ牛。原作からの登場キャラクター。
- 丸山健一：丞威
"カクマルコンビ"をカクケンと組む黒咲工業の暴れ馬。原作からの登場キャラクター。
- 柴田浩樹：岩田剛典
黒咲工業の頭。かつての内部抗争の際に左半身に火傷を負う。藤原とは決裂している。
- 藤原一：永山絢斗
黒咲工業の元No.2。少年院に入っていたが、出所後はODAを率いる。最終決戦では強羅とタイマンを張り、金的やナイフで刺された傷の部分を攻めるなど卑怯な手を使って彼を追い詰めるが、助っ人に来た柴田に敗北する。目的のためには手段を択ばない。「自分以外は信じない」が信条。
- 織田政志：栁俊太郎
ODAのリーダー。藤原と行動を共にしている。最終決戦では本多に敗北した。

#### その他
- 片桐拳：やべきょうすけ
早秋一家の元チンピラ。他界した元兄貴分の加賀美の息子の遼平を気にかけている。
- 牧瀬隆史：高橋努
鈴蘭卒業後に中古車販売店中田オートで働いている。片桐を中田オートに誘った。鈴蘭在学中は坊主だったが、現在は黒髪オールバック。
- 中田あや：浅見れいな
中田オート経営者。シングルマザー。
- 鏑木風子：高岡早紀
旋風雄の母親。
- 内田美枝：広瀬すず
旋風雄の幼馴染。
- 真島修：鬼丸
早秋一家大津組の構成員。藤原の教育係を務める。
- 奈良岡精三：板尾創路
早秋一家大津組の現組長。藤原らODAを利用し策略を巡らす。

### スタッフ（クローズEXPLODE）
- 監督：豊田利晃
- 企画：濱名一哉
- プロデューサー：山本又一朗
- アソシエイトプロデューサー：富田敏家、堀之内郁哉、矢部享
- ラインプロデューサー：大里俊博
- 共同プロデューサー：佐谷秀美、岡田有正
- 原作：高橋ヒロシ
- 脚本：向井康介、水島力也、長谷川隆
- 撮影：大塚亮
- 美術：橋本創
- 衣裳：森口誠治
- 編集：村上雅樹
- キャスティング：杉山麻衣
- 音響効果：柴崎憲治
- 音楽：大坪直樹
- 音楽プロデューサー：古川ヒロシ
- VFXスーパーバイザー：道木伸隆
- スタイリスト：伊賀大介、立花文乃
- スタントコーディネーター：辻井啓伺
- ヘアメイク：徳田芳昌
- 記録：大西暁子
- 照明：水野研一
- 制作担当：坪内一、竹岡実
- 装飾：渡辺大智
- 録音：柿澤潔
- 助監督：佐和田惠
- ポストプロダクションプロデューサー：篠田学
- 配給：東宝
- 制作プロダクション：トライストーン・エンタテイメント
- 製作：「クローズEXPLODE」製作委員会（TBSテレビ、トライストーン・ホールディングス、東宝、毎日放送、秋田書店、中部日本放送、ハピネット）

### 受賞
- 第27回日刊スポーツ映画大賞・石原裕次郎賞
  - 石原裕次郎新人賞 - 東出昌大（『寄生獣』と合わせて受賞[8]）
- 第88回キネマ旬報ベスト・テン新人男優賞（東出昌大、『アオハライド』『寄生獣』、『0.5ミリ』と合わせての受賞）[9]

### テレビ放送
2017年1月23日の2:05 - 4:00（JST）に、TBSで地上波初放送された。

## 登場人物とキャスト一覧
| キャラクター | クローズZERO   | クローズZERO II | クローズEXPLODE |
| ------------ | -------------- | --------------- | --------------- |
| 滝谷源治     | 小栗旬         | 小栗旬          |                 |
| 芹沢多摩雄   | 山田孝之       | 山田孝之        |                 |
| 逢沢ルカ     | 黒木メイサ     | 黒木メイサ      |                 |
| 辰川時生     | 桐谷健太       | 桐谷健太        |                 |
| 伊崎瞬       | 高岡蒼甫       | 高岡蒼甫        |                 |
| 牧瀬隆史     | 高橋努         | 高橋努          | 高橋努          |
| 田村忠太     | 鈴之助         | 鈴之助          |                 |
| 戸梶勇次     | 遠藤要         | 遠藤要          |                 |
| 三上学       | 伊﨑右典       | 伊﨑右典        |                 |
| 三上豪       | 伊﨑央登       | 伊﨑央登        |                 |
| 筒本将治     | 上地雄輔       | 上地雄輔        |                 |
| 阪東秀人     | 渡辺大         | 渡辺大          |                 |
| 桐島ヒロミ   | 大東俊介       | 大東俊介        |                 |
| 本城俊明     | 橋爪遼         | 橋爪遼          |                 |
| 杉原誠       | 小柳友         | 小柳友          |                 |
| 林田恵       | 深水元基       | 深水元基        | 深水元基        |
| 鷲尾郷太     | 波岡一喜       | 波岡一喜        |                 |
| 片桐拳       | やべきょうすけ | やべきょうすけ  | やべきょうすけ  |
| 川西昇       |                | 阿部進之介      |                 |
| 鳴海大我     | 金子ノブアキ   |                 |                 |
| 的場闘志     | 阿部亮平       |                 |                 |
| 熊切力哉     | 大口兼悟       |                 |                 |
| 芝山隼人     | 蕨野友也       |                 |                 |
| 漆原凌       | 綾野剛         |                 |                 |
| 美藤竜也     | 三浦春馬       |                 |                 |
| 美藤真喜雄   | 山口祥行       |                 |                 |
| 鏑木旋風雄   |                | 東出昌大        |                 |
| 加賀美遼平   | 早乙女太一     |                 |                 |
| 小岐須健一   | 勝地涼         |                 |                 |
| 山下甲兵     | ELLY           |                 |                 |
| 柴田浩樹     | 岩田剛典       |                 |                 |
| 高木哲次     | KENZO          |                 |                 |
| 藤原一       | 永山絢斗       |                 |                 |
| 強羅徹       | 柳楽優弥       |                 |                 |

## 漫画

### クローズZERO
- 高橋ヒロシ（原作） / 内藤ケンイチロウ（作画） / 武藤将吾（脚本） 『クローズZERO』 秋田書店〈少年チャンピオンコミックス〉、全9巻
『週刊少年チャンピオン』にて、2008年50号から2010年28号まで連載。
  1. 2009年4月8日発売[11]、ISBN 978-4-253-20903-8
  2. 2009年4月8日発売[12]、ISBN 978-4-253-20904-5
  3. 2009年6月8日発売[13]、ISBN 978-4-253-20905-2
  4. 2009年8月7日発売[14]、ISBN 978-4-253-20906-9
  5. 2009年11月6日発売[15]、ISBN 978-4-253-20907-6
  6. 2010年2月8日発売[16]、ISBN 978-4-253-20908-3
  7. 2010年4月8日発売[17]、ISBN 978-4-253-20909-0
  8. 2010年5月7日発売[18]、ISBN 978-4-253-20910-6
  9. 2010年8月6日発売[19]、ISBN 978-4-253-21115-4
- 高橋ヒロシ（原作） / 平良ケンジ（作画） / 武藤将吾（脚本） 『クローズZERO リブート』 秋田書店〈少年チャンピオンコミックス・エクストラ〉、全5巻
  1. 2019年3月8日発売[20]、ISBN 978-4-253-25351-2
  2. 2019年7月8日発売[21]、ISBN 978-4-253-25352-9
  3. 2019年11月8日発売[22]、ISBN 978-4-253-25353-6
  4. 2020年4月8日発売[23]、ISBN 978-4-253-25354-3
  5. 2020年9月8日発売[24]、ISBN 978-4-253-25355-0

### クローズZERO II 鈴蘭×鳳仙
『別冊少年チャンピオン』（秋田書店）にて、2012年7月号から2016年10月号まで連載。
- 高橋ヒロシ（原作） / 平川哲弘（作画） / 武藤将吾・水島力也（脚本） 『クローズZERO II 鈴蘭×鳳仙』 秋田書店〈少年チャンピオンコミックス〉、全11巻
  1. 2013年1月8日発売[25]、ISBN 978-4-253-21959-4
  2. 2013年4月8日発売[26]、ISBN 978-4-253-21960-0
  3. 2013年8月8日発売[27]、ISBN 978-4-253-21961-7
  4. 2014年1月8日発売[28]、ISBN 978-4-253-21962-4
  5. 2014年4月8日発売[29]、ISBN 978-4-253-21963-1
  6. 2014年11月7日発売[30]、ISBN 978-4-253-21964-8
  7. 2015年5月8日発売[31]、ISBN 978-4-253-21965-5
  8. 2015年9月8日発売[32]、ISBN 978-4-253-21966-2
  9. 2016年2月8日発売[33]、ISBN 978-4-253-21967-9
  10. 2016年7月8日発売[34]、ISBN 978-4-253-21968-6
  11. 2016年11月8日発売[35]、ISBN 978-4-253-21959-4

### クローズ EXPLODE
- 高橋ヒロシ（原作） / 神田哲也（作画） / 向井康介・水島力也・長谷川隆（脚本） 『クローズ EXPLODE』 秋田書店〈少年チャンピオンコミックス・エクストラ〉、全9巻
  1. 2018年2月8日発売[36]、ISBN 978-4-253-25301-7
  2. 2018年6月8日発売[37]、ISBN 978-4-253-25302-4
  3. 2018年10月5日発売[38]、ISBN 978-4-253-25303-1
  4. 2019年3月8日発売[39]、ISBN 978-4-253-25304-8
  5. 2019年7月8日発売[40]、ISBN 978-4-253-25305-5
  6. 2019年11月8日発売[41]、ISBN 978-4-253-25306-2
  7. 2020年4月8日発売[42]、ISBN 978-4-253-25307-9
  8. 2020年8月6日発売[43]、ISBN 978-4-253-25308-6
  9. 2020年11月6日発売[44]、ISBN 978-4-253-25309-3

### 映画版との相違点
ここでは映画本編と漫画版との大きな相違点を扱う。
- 桂木源次郎
  - 原作の主要人物「桂木源次郎」が漫画版では少しだけではあるが登場している。
- 逢沢ルカ
  - 本編では女性ヴォーカリストで年齢も不明だが、漫画版では女子高校生で源治や時生と同じ中学だという設定になっている。また、実家が八百屋という設定もなくなっている。
- 武装戦線
  - 本編では武装戦線はG.P.Sと芹沢軍団との抗争でG.P.Sに味方したが、漫画版では三つ巴戦という形で乱入している。
- 忠太vs豪
  - 忠太と豪の対決は、本編では勝敗が不明だったが、漫画版では忠太が勝利するシーンが追加されている。
- 源治vs芹沢
  - クライマックスは本編と同じく源治と芹沢のタイマンだが、戦う場所が屋上となっている。
- 伊崎vs戸梶
  - 伊崎と戸梶の対決は本編では伊崎がアッパーで勝利するが、漫画版では上段への回し蹴りで勝敗が決まっている。また、決め技の前に伊崎が一旦戸梶を見逃そうとして戸梶がそれを咎めるという描写が入っている。

## 舞台

### 公演日程（舞台）
劇団番町ボーイズ☆「舞台『クローズZERO』」
2017年11月30日から12月3日にかけて東京・CBGKシブゲキ!!にて上演。脚本・演出は山田能龍が担当。
劇団番町ボーイズ☆×10神ACTORコラボ公演 舞台「クローズZERO」
内容は上記の再演。脚本・演出は引き続き、山田能龍が担当している。
2019年5月23日から26日にかけて、福岡・パピヨン24 ガスホールにて上演。
2019年6月1日から2日にかけて、大阪・ABCホールにて上演。
2019年6月14日から16日にかけて、東京・草月ホールにて上演。

### キャスト（舞台）
| キャラクター | 初演           | 再演(福岡) | 再演(大阪) | 再演(東京) |
| ------------ | -------------- | ---------- | ---------- | ---------- |
| 滝谷源治     | 松本大志       | 松本大志   | 松本大志   | 松本大志   |
| 芹沢多摩雄   | 堂本翔平       | 堂本翔平   | 堂本翔平   | 堂本翔平   |
| 伊崎瞬       | 坂田隆一郎     | 坂田隆一郎 | 坂田隆一郎 | 坂田隆一郎 |
| 牧瀬隆史     | 三岳慎之助     | 三岳慎之助 | 三岳慎之助 | 三岳慎之助 |
| 辰川時生     | 藤岡信昭       | 馬越琢己   | 馬越琢己   | 馬越琢己   |
| 戸梶勇次     | 二葉勇         | 砂原健佑   | 砂原健佑   | 砂原健佑   |
| 田村忠太     | コーシロー     | コーシロー | コーシロー | コーシロー |
| 三上学       | 千綿勇平       | 二葉勇     | 二葉勇     | 二葉勇     |
| 三上豪       | 安井一真       | 二葉要     | 二葉要     | 二葉要     |
| 筒本将治     | 菊池修司       | 菊池修司   | 菊池修司   | 菊池修司   |
| 阪東秀人     | 鶴田亮介       | 浜名一聖   | 浜名一聖   | 浜名一聖   |
| 千田ナオキ   | 砂原健佑       | 山田健登   | 山田健登   | 山田健登   |
| 山崎タツヤ   | 西村涼太郎     | 中島裕貴   | 中島裕貴   | 中島裕貴   |
| 桐島ヒロミ   | 籾木芳仁       | 志村禎雄   | 田中理来   | 安井一真   |
| 本城俊明     | 木原瑠生       | 木原瑠生   | 木原瑠生   | 木原瑠生   |
| 杉原誠       | 織部典成       | 織部典成   | 織部典成   | 織部典成   |
| 林田恵       | 松島勇之介     | 松島勇之介 | 松島勇之介 | 松島勇之介 |
| 田村保       | 西原健太       | 西原健太   | 西原健太   | 西原健太   |
| 真中トオル   | 矢代卓也       | 矢代卓也   | 矢代卓也   | 矢代卓也   |
| 黒岩義信     | ただのあさのぶ | 足立信彦   | 足立信彦   | 足立信彦   |
| 矢崎丈治     | 伊﨑央登       | 伊﨑央登   | 伊﨑央登   | 伊﨑央登   |
| 片桐拳       | いとう大樹     | いとう大樹 | いとう大樹 | いとう大樹 |
| 滝谷英雄     | モロ師岡       | 佐藤宙輝   | 佐田正樹   | 佐田正樹   |
| ゲスト出演   | 二葉要         |            |            |            |
| ゲスト出演   | 大隅勇太       |            |            |            |